# Corinne Kruger
Corinne Kruger (Beverwijk, 2 december 1963 – Amsterdam, 23 maart 2015) was een Nederlands beeldend kunstenaar. Daarnaast heeft zij zich op andere gebieden begeven zoals psychologie, kunstmatige intelligentie, programmeren, conceptontwikkeling, vormgeving, fotografie, projectmanagement en community building. In 2015 overleed zij onverwachts na complicaties bij een operatie.

## Kunst en wetenschap
Kruger was als beeldend kunstenaar gespecialiseerd in fotografie, video en nieuwe media.
Ze werkte met persoonlijke concepten die voortkwamen uit haar verleden en heden. Ze exposeerde regelmatig zowel internationaal als nationaal op beurzen en bij galeries. Zij was een romantisch conceptueel kunstenaar.
De beelden van Corinne Kruger gingen over het persoonlijke, datgene waar sommigen liever niet over zouden spreken of wat sommigen niet zouden willen tonen. Het ging om beelden waar mensen zich in herkennen en hun kwetsbaarheid kunnen terugvinden.
Corinne Kruger was afgestudeerd aan de Gerrit Rietveld Academie, richting beeldende kunst, in 1999.
Corinne Kruger was naast kunstenaar ook afgestudeerd psycholoog (Universiteit van Amsterdam, 1990) en gepromoveerd aan de Technische Universiteit Delft (1999). De titel van haar proefschrift was “Cognitive strategies in Industrial Design Engineering” en deed verslag van haar onderzoek naar het denkproces van ontwerpers. De studie viel binnen de kunstmatige intelligentie en de cognitieve psychologie.

## Netwerken
Corinne Kruger heeft online netwerken aangelegd en onderhouden, met name creatieve netwerken, met namen als Tigerlily, Art & Design Professionals, Conceptual Photography, Dutch Art Photography en MadamGrandCru. Deze netwerken hebben of hadden gemiddeld 1000 deelnemers. Sommigen van deze netwerken bestonden tijdelijk, anderen langer, zoals kunstenaarsnetwerk Tigerlily sinds 2000. Tigerlily verstrekte informatie over waar aan kunst gerelateerde zaken op internet te vinden waren. Later was Tigerlily ook te vinden op sociale media zoals LinkedIn en Facebook.

## Exposities
- In memoriam-tentoonstelling MadamGrandCru, Corinne Kruger en haar alter-ego's, in Arti et Amicitiae, Amsterdam, 2017[3]
- In memoriam-tentoonstelling The Intolerance of Beauty, in Arti et Amicitiae, Amsterdam, 2016[4]
- Reizende groepstentoonstelling Gratis is het woord niet, van Justine le Clercq, in onder meer Pulchri,[5] de ECI Cultuurfabriek in Roermond en het Stadhuis van Den Haag, 2013
- PAN-kunstbeurs, bij Eduard Planting Fine Art Photographs, in RAI, Amsterdam, 2012
- Fototentoonstelling YIP bij Christie's in Amsterdam, 2012[6]
- Staged Photography", op CAR (Contemporary Art Ruhr)-beurs in Essen, 2011
- Dominant Dormant, in de Nederlandsche Cacaofabriek in Helmond, 2011[7]
- Fantastische Fotografie, met Fergus Greer, bij Eduard Planting, Amsterdam, 2010[8]
- Artantique-beurs, met Eduard Planting Fine Art Photographs, Jaarbeurs, Utrecht, 2010